# 饒廷宇
饒廷宇（英語：Jao Ting-Yu，1998年2月7日—）是台灣射箭運動員，目前就讀國立臺北大學休閒運動管理學系。

## 生平
106年全國大專院校運動會饒廷宇在公開組男子反曲弓射箭個人賽，以6：4打敗的台師大魏均珩，收下首面全大運金牌。2018年世界盃射箭賽柏林站，饒廷宇和湯智鈞、魏均珩在男子團體金牌戰擊敗韓國奪金。2018年亞洲運動會，資格賽以645排名第33，無緣後續的個人和團體賽事。

## 外部連結
- World Archery （页面存档备份，存于）